# 古巴的海地人
古巴的海地人，是指有海地人背景的古巴人。

## 起源
海地人最早抵達古巴是19世紀早期，海地最早是法國殖民地，1804年獨立後大批法國人和他們的黑奴逃往古巴，特別是東部的關塔那摩，有30000法國人生活在巴拉科阿和邁西，法國人後來在當地引入甘蔗和咖啡種植。

## 海地移民工人(1912-1939)
在美國佔領海地時期，大批海地農民到鄰近國家尋找工作。這些移民在工作同時努力維持他們的海地文化，在1937年，超過25,000名海地人被強行從古巴驅逐並送回海地。古巴種族主義者認為他們是經濟問題的主因。

## 革命
古巴人擔心海地人動亂，海地黑人被定型為暴力，充斥著犯罪。

## 宗教
古巴的海地人多保留巫毒教信仰。

## 語言
他們多說海地克里奧爾語。

## 房屋
他們多居住在甘蔗田旁邊的工寮。

## 教育
經濟上的約束使古巴的海地人一直在自己社區保留非正式的教育，他們多數只懂基本的海地克里奧爾語。

## 最近
後來，海地人繼續來古巴作為切割甘蔗等領域的手工工人工作，但他們的生活和工作條件並不比奴隸好很多。雖然他們計劃返回海地，但大多數仍留在古巴。多年來海地人在古巴東部繼續受到歧視。在1959年卡斯特羅建政後歧視已中止。
海地克里奧爾語也是古巴第二大口語。